# Idrovia Padova-Venezia
L'Idrovia Padova-Venezia è un canale navigabile che, una volta completato, avrebbe dovuto collegare la zona industriale di Padova alla laguna di Venezia.

## Storia
Progettata negli anni sessanta del XX secolo per sostituire l'antico e ormai inadeguato Naviglio del Brenta, l'idrovia è stata fino ad oggi costruita per il 10% del totale.  Dopo la realizzazione del primo tratto tra la laguna e il canale Taglio Novissimo, oltre che di alcune opere complementari come i futuri cavalcavia, i lavori furono sospesi all'inizio degli anni '70, procedendo successivamente solo per interventi di manutenzione.
Un recente studio realizzato dall'Interporto di Padova ne ha bocciato il completamento che, a fronte di una spesa di cinquecento milioni di euro, non sgraverebbe la viabilità su strada in quanto il percorso delle chiatte richiederebbe un tempo totale di cinque ore per una lunghezza di 27,575 km. Se ne sta tuttora valutando il compimento non come via di trasporto ma come opera idraulica a tutela del territorio.

## Galleria d'immagini

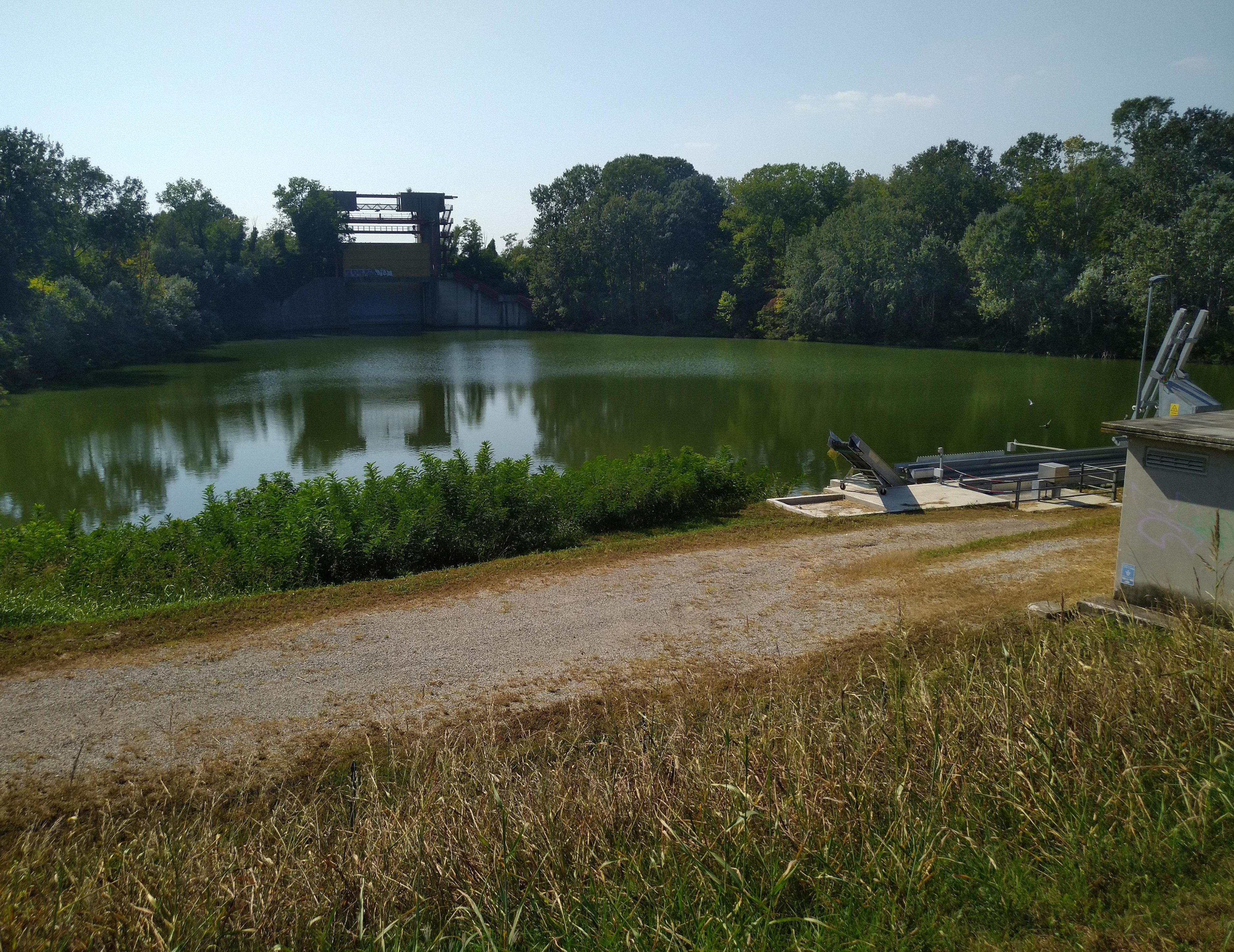
Bacino di raccolta a Vigonovo
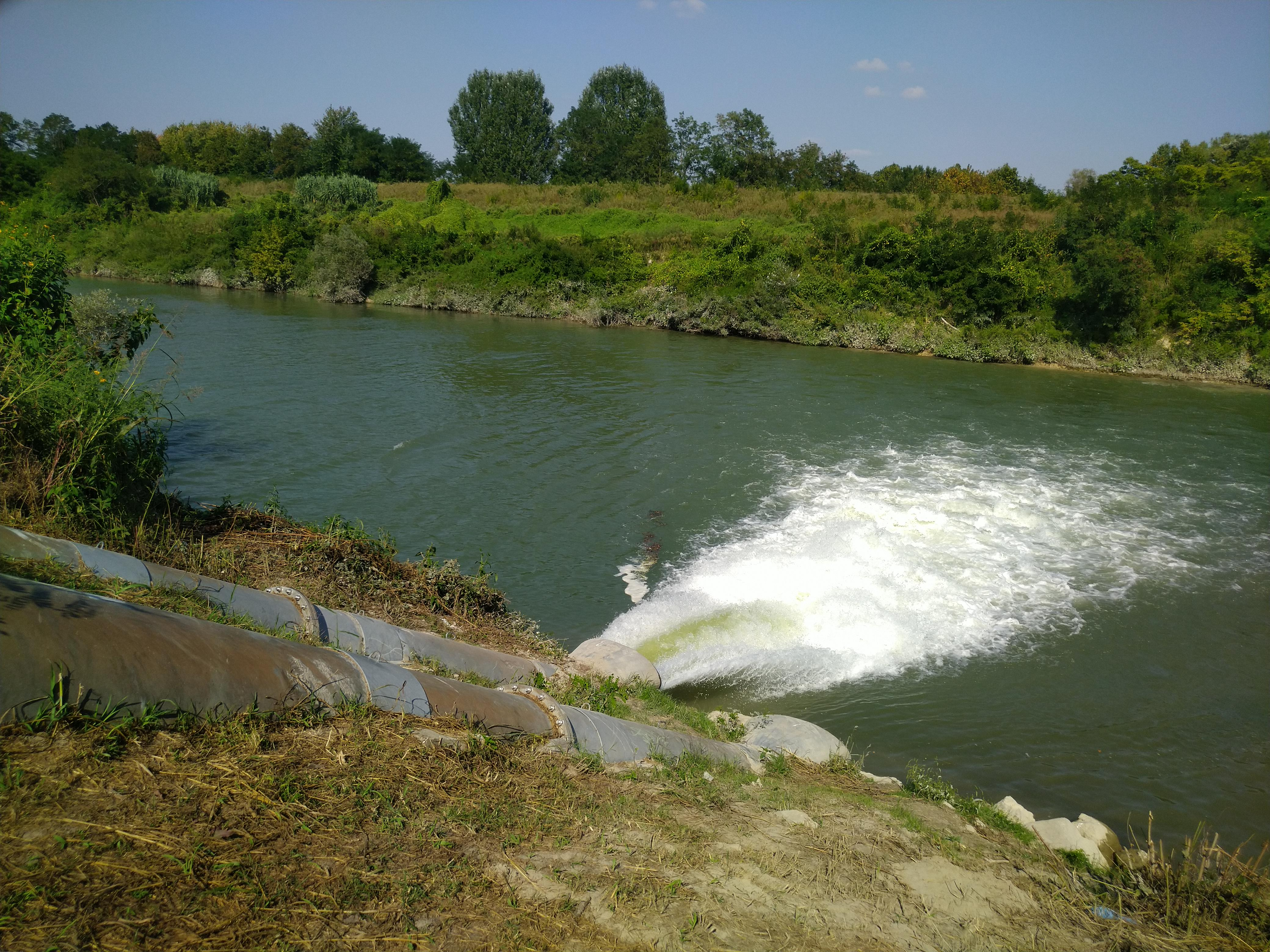
Immissione nel fiume Brenta a Vigonovo